# Коукал білочеревий
Коука́л білочеревий (Centropus leucogaster) — вид зозулеподібних птахів родини зозулевих (Cuculidae). Мешкає в Західній і Центральній Африці.

## Опис
Довжина птаха становить 46-58 см, самці важать 293 г, самиці 336 г. Голова, шия, верхня частина тіла і верхня частина тіла чорні з фіолетово-синім відблиском, на спині рудувато-коричнева смуга, крила руді або рудувато-коричневі, на кінці більш темні. Хвіст чорний з синім відблиском, біля основи світліший. Нижня частина тіла біла, стегна, боки і гузка рудувато-кремові. Райдужки червоні, дзьоб чорний, лапи чорні або сизі. У молодих птахів голова і груди позбавлені відблиску, поцятковані охристими смугами. Нижня частина тіла охриста, хвіст смугастий, чорно-охристий, райдужки сірі або червонувато-карі, дзьоб знизу роговий.

## Підвиди
Виділяють три підвиди:
- C. l. leucogaster (Leach, 1814) — від південного Сенегалу і Гвінеї-Бісау до південно-східної Нігерії;
- C. l. efulenensis Sharpe, 1904 — південно-західний Камерун і Габон;
- C. l. neumanni Alexander, 1908 — північний схід ДР Конго.

Деякі дослідники виділяють підвид C. l. neumanni у окремий вид  Centropus neumanni.

## Поширення і екологія
Білочереві коукали мешкають в Сенегалі, Гвінеї-Бісау, Гвінеї, Сьєрра-Леоне, Ліберії, Кот-д'Івуарі, Гані, Того, Беніні, Нігерії, Камеруні, Екваторіальній Гвінеї, Габоні і Демократичній Республіці Конго. Вони живуть в густому підліску вологих рівнинних тропічних лісів, на узліссях і галявинах, на болотах і в галерейних лісах. Зустрічаються на висоті до 1000 м над рівнем моря. Ведуть переважно наземний спосіб життя, живляться комахами, павуками і дрібними жабками. Сезон розмноження в Камеруні триває з червня по листопад, в ДР Конго з березня по грудень. Гніздо кулеподібне, діаметром 30 см, робиться з сухої трави і листя, встелюється зеленим листям, розміщується в чагарниках або у високій траві. В кладці 2 білих яйця.